# 中上健次
中上健次（1946年8月2日—1992年8月12日），和歌山縣新宮市出生的男性小說家。和歌山縣立新宮高級中學畢業。本名雖然同為中上但讀音為。妻子是作家紀和鏡，長女是作家中上紀，次女是陶藝家中上菜穗。出生地是日本受歧視迫害的部落（當地的稱呼為「巷子」）。在羽田機場等地從事勞動工作後專心投入寫作。初期文體受到大江健三郎的影響。中上健次受柄谷行人推薦威廉·福克納的作品，用從中學到的方法，以紀州熊野為舞台著作了多部小說。1976年（昭和51年），以《岬》一作獲得第74回芥川獎。身為第一位出生在戰後的芥川獎得獎者，蔚為話題。1992年，因腎臟癌過世，得年46歲。

## 生平
1946年8月2日住在和歌山縣，父親鈴木留造和母親木下ちさ生下中上健次。而中上健次出生前，父親先後和兩個女人生下兩個女兒。中上健次出生之後，他們就分開了。上述提到的兩個女人中的一位，在這段期間也陸續生下兩個兒子。母親和前夫木下勝太郎在一起的期間，也生下五個小孩。母親離開父親之後，中上健次便於母親一起生活。中上健次在中學時入籍，以「母系說來說，三男子、父系用長子來說，在戶籍上是長子，用二兒子身分生活在這家庭，可說是極為複雜的狀況。《又三郎》渡過少年時期。從太太孩子的母親那邊聽到段話之後，中上的文學世界受到極大的影響。
1953年，進入新宮市千穗小學就讀，在大自然中無憂無慮。在小學6年結束之時，長他12歲同母異父的哥哥木下行平上吊自殺。受到很大的衝擊，之後這事件也多次為作家寫作的題材。國中進入新宮市緑ヶ丘中學校就讀。1962年進入和歌山縣立新宮高等學校就讀。一方面貴為人高馬大的不良青年，另方面以看書為首要。在國中時期，喜歡薩德侯爵、路易-费迪南·塞利纳、让·热内的作品，同時也包括許多激進作家大江健三郎、石原慎太郎等等的作品。高中在校期間，發表處女之作「赤い儀式」。
1965年，以大學考試的名義與同班同學一起上東京。作為準考生，邊接受生活補貼邊在東京生活。同年在連刊雜誌上登載「十八歲」，成為「文藝首都」的會員。這時期熱中新左派運動，陷入現代爵士音樂，向詩學界、文學界等等的雜誌社投稿作品。輾轉移居高田馬場、代代木、沼袋、練馬。1968年，透過三田文學和柄谷行人認識，柄谷行人的建議對威廉·福克納影響很大。1970年，與透過「文藝首都」結識的かすみ夫人紀和鏡結婚。因為夫人的懷孕、結婚的關係，開始勞動工作，8月之後在羽田機場從事貨物的堆貨卸貨的工作。之後做過搬運工、堆高機司機等，仍致力於寫作。1973年以後，「十九歳の地図」、「鳩どもの家」、「浄徳寺ツアー」陸續入圍芥川賞。
1976年，以「岬」一作，獲得第74屆的芥川賞。身為第一位出生在戰後的芥川獎得獎者，一直成為話題。1977年，發表「岬」的續編代表作《枯木灘》。活動的場所在紀州，以從事勞力工作的青年為中心用緊密的文章，描寫低微血統的故事，獲得很高的評價。以同作品在「每日出版文獎」、「藝術選優獎」，獲得新人獎。之後，以親生母親為人物寫了《鳳仙花》（1980年），以顯貴的血統，描寫年輕人們的宿命，寫了《千年の愉楽》（1982年），以《枯木灘》繼續編寫出《地の果て 至上の時》（1983年），以谷崎潤一郎的《春琴抄》和「心からの和讃」寫為連載小說《重力の都》（1988年）等等陸續發表。
1992年8月12日，因腎臟癌在和歌山縣東牟婁郡那智勝浦町內的日比醫院逝世。享年46歲。《鰐の聖域》、《異族》、《熱風》、《蘭の崇高》、《宇津保物語》等，未完成的部份，原封不動地被保留下來。

## 主要作品

### 長篇小說
- 枯木灘（1977年）
- 鳳仙花（1980年）
- 地の果て至上の時（1983年）
- 物語ソウル（1984年）
- 日輪の翼（1984年）
- 紀伊物語（1984年）
- 野生の火炎樹（1985年）
- 十九歳のジェイコブ（1986年）
- 天の歌：小説都はるみ（1987年）
- 奇蹟（1989年）
- 讃歌（1990年）
- 軽蔑（1992年）

### 短篇集
- 鳩どもの家（1975年）
- 岬（1976年）
- 蛇淫（1976年）
- 十八歳、海へ（1977年）
- 化粧（1978年）
- 水の女（1979年）
- 千年の愉楽（1982年）
- 熊野集（1984年）
- 重力の都（1988年）

### 隨筆
- 鳥のように獣のように（1976年）
- ジャズと爆弾　中上健次 VS 村上龍（1977年）
- 紀州：木の国・根の国物語（1978年）
- 夢の力（1979年）
- 破壊せよ、とアイラーは言った（1979年）
- 小林秀雄をこえて（1979年）
- 東洋に位置する（1981年）
- 風景の向こうへ（1984年）
- 君は弥生人か縄文人か（1984年）
- 都はるみに捧げる（1985年）
- 輪舞する、ソウル（1985年）
- 俳句の時代（1985年）
- 時代が終わり、時代が始まる（1988年）
- バッファロー・ソルジャー（1988年）
- 解体される場所（1990年）
- 問答無用（1992年）
- 言霊の天地（1993年）
- 甦る縄文の思想（1993年）
- 風景の向うへ・物語の系譜（2004年）

### 其他
- 中上健次住、柄谷行人・すが秀編中上健次發言集成 1～6 第三文明社

中上健次発言集成 1（対談 1）1995年 ISBN 4-476-03189-7
中上健次発言集成 2（対談 2）1995年 ISBN 4-476-03196-X
中上健次発言集成 3（対談 3）1996年 ISBN 4-476-03203-6
中上健次発言集成 4（対談 4）1997年 ISBN 4-476-03206-0
中上健次発言集成 5（談話・インタビュー）1996年 ISBN 4-476-03198-6
中上健次発言集成 6（座談・講演）1999年 ISBN 4-476-03216-8
- 中上健次著、高澤秀次編『中上健次＜未収録＞対論集成』作品社 2005年 ISBN 4-86182-062-6

## 研究、評傳、參考書
- 四方田犬彥『貴種と転生・中上健次』、新潮社、1987年
- 明石福子  『中上健次論：幻視の地が孕むもの』、編輯公房ノア、1988年
- 柄谷行人  『坂口安吾と中上健次』、太田出版、1996年（講談社文藝文庫、2006年）
- 柄谷行人他『群像 日本の作家24 中上健次』、小學館、1996年、
- 高澤秀次  『評伝中上健次』、集英社、1998年
- 柄谷行人・渡部直己編『中上健次と熊野』、太田出版、2000年
- 張 文 穎  『トポスの呪力：大江健三郎と中上健次』、專修大學出版社、2002年
- 高澤秀次  『中上健次事典：論考と取材日録』、恒文社、2002年
- 辻章（つじしょう）『時の肖像：小說・中上健次』、新潮社、2002年
- KAWADE夢ムック『文藝別冊：中上健次』、河出書房新社、2002年
- 守安敏司  『中上健次論：熊野・路地・幻想』、解放出版社、2003年
- 中 上 紀  『夢の船旅：父中上健次と熊野』、河出書房新社、2004年
- 井口時男  『大江健三郎と中上健次』、作品社、2004年
- 高澤秀次編『中上健次と読む「いのちとかたち」』、作品社、2004年
- 中上菜穗  『秘密の小道　陶芸コト始め』、ぴあ株式会社、2004年
- 高山文彦  『エレクトラ』、文藝春秋、2007年

## 其他
ビートたけし（北野武）和永山則夫是在過去ジャズ喫茶這地方打工的老搭擋。之後北野武和永山則夫仍有連絡，也在雜誌上進行對談（「文藝別冊 中上健次」裡有收錄）。在1990年永山則夫被日本文藝家協會以死刑犯的理由拒絕永山則夫的入會。為抗議日本文藝家協會的決定，同時柄谷行人、筒井康隆也退出日本文藝家協會。現今熊野大學中上健次生前所組織的鄉里團體，夏天在新宮市，舉辦『中上健次專題研討會』，柄谷行人、浅田彰等以講師的身分參加，學生モブ・ノリオ等也到。晚年也擔任連環漫畫的作者，並以南回帰船為標題，出版了4本（未完）。

## 外部連結
- internet熊野大学
- 中上健次資料収集室（页面存档备份，存于）
- 和歌山県情報館
- 中上健次のお墓